# St. Wenzeslaus (Jauernick)
Die St.-Wenzeslaus-Kirche in Jauernick ist die älteste Kirche im Bistum Görlitz und seit Anfang 2010 Stiftskirche. Patron der Kirche ist der heilige Wenzel von Böhmen.

## Architektur
Die Kirche, ein verputzter Bruchsteinbau mit eingezogenem, gerade geschlossenem quadratischem Chor und südlich angebauter Sakristei, liegt auf dem Kreuzberg und gilt als älteste Kirchengründung der Oberlausitz. Vorgängerbauten sind seit dem 10. Jahrhundert nachgewiesen, die ältesten Teile des heutigen Baus stammen von 1230. Die Kirche wurde im Laufe der Zeit häufig umgebaut und verändert. Im 15. Jahrhundert wurde die Kirche während der Hussitenkriege erheblich beschädigt, worauf eine Erneuerung im gotischen Stil und die Einwölbung des Saalbaus 1497–1500 erfolgte. Auch die wehrhafte Sakristei und ihre eisenbeschlagene Doppeltür stammen aus dieser Zeit. Im 17. Jahrhundert entstand die Kirchenvorhalle, deren Schlussstein auf das Jahr 1688 verweist. Im 19. Jahrhundert kam es zum Rückbau des gotischen Gewölbes und des großen Mittelpfeilers. Das heutige kuppelartige Gewölbe ruht auf vier Eisensäulen. Der verschieferte Dachreiter mit dem spitzen Helmdach prägt die Silhouette des Ortes. Von 1992 bis 1993 wurde die Kirche unter der Leitung des Restaurators Thomas Rup restauriert. Von Oktober 2018 bis Ende 2021 war die Kirche wegen statischer Probleme am Dachreiter gesperrt. Der Dachstuhl wurde aufwändig saniert.

## Ausstattung
Die Südvorhalle mit ornamental bemaltem Kreuzgratgewölbe ist mit Reliefs und Wandmalereien vom Ende des 17. Jahrhunderts ausgestattet. Den Zugang zur Kirche aus der Vorhalle bildet ein reich ornamentiertes Renaissanceportal. Der Altar mit barockem Säulenaufbau, datiert 1730, zeigt seitlich Figuren der Apostel Petrus und Paulus, das Altarblatt um 1790 den Hl. Wenzel. Die Kanzel, ebenfalls um 1790, ist geschmückt mit vergoldeten Festons und einem Medaillon mit einer Darstellung vom Gleichnis des Sämanns. Der Schalldeckel ist reich geschwungen und ebenfalls teilvergoldet. Zur weiteren Ausstattung gehören der schlichte achteckige Taufstein aus Sandstein, datiert 1497 und eine Marienfigur, datiert um 1500.

## Gemeindeentwicklung
Auf Grund der veränderten seelsorglichen Bedingungen in Görlitz wurde die Pfarrei St. Wenzeslaus mit Wirkung vom 31. Dezember 2009 durch den damaligen Görlitzer Bischof Konrad Zdarsa aufgelöst. Zusammen mit den Gemeinden St. Wenzeslaus (Jauernick) und St. Anna (Reichenbach) entstand die neue Pfarrei St. Hedwig und St. Wenzeslaus Görlitz-Jauernick. St. Wenzeslaus wurde zur Stiftskirche erhoben. Bereits am 1. September 2012 wurde diese Pfarrei wiederum Teil der neuen Pfarrei St. Wenzel Görlitz und der Patron der Jauernicker Kirche Namensgeber der neuen Pfarrei.

## Priester der Gemeinde
- Plebanus Otto, 1317
- Am 31. Oktober 1360 erhielt der Priester Jobst von Lauban (oder Löbau ?) (lateinischer Wortlaut: Jodocus de Lobano [Lobaw], presbyter Misnensis diocesis), bisher Pfarrer in Herwigsdorf, durch Tausch mit dem hiesigen Pfarrer „dominus Nicolaus de Jaurnank“ die Pfarrkirche in Jauernick (ecclesia in Jawernik).[5]
- Der Geistliche Hartmann von Kirchberg soll 1371 seine Pfarrstelle in „Yauwernik“ im Bistum Meißen aufgeben.[6] Hartmann, niederadliger Herkunft und nicht mit den Burggrafen von Kirchberg zu verwechseln, war ein Verwandter Konrads von Kirchberg, Propst zu Bautzen 1362–1370 und darauf von 1370 bis 1375 Bischofs zu Meißen (Th. Wittig)
- Durch Tausch erhält am 20. August 1390 Herr Johann, einst Pfarrer zu J. (dominus Johannes, olim plebanus ecclesie in Jawornik), die Pfarrkirche in Reichenau (Bogatynia, Polen), dessen einstiger Pfarrer „dominus Johannes“ (wohl der folgende) nun in J. sein Amt antritt.[7]
- „Johannes, plebanus in Iawernik“, in einer Urkunde von 1391 erwähnt[8]
- Pfarrer Nikolaus Mittis erwähnt am 9. Juli 1414 (Die Quellen kennen nur zum 15. Juni 1409 einen „Nicolaus Mitis [Mitis = Milde], pfarrer zu Jawornik“ und dazu einen „Hanns Wessener“, Kaplan zu J. Vgl. Doehler, Diplomatarium Vallis S. Mariae, S. 63 f. – Th. Wittig)
- 1419 erscheint urkundlich ein „Petrus, campanator (Glöckner) in Jawernik“[9]
- Der Geistliche Andreas Smotczel von Görlitz, 1450 als Pfarrer erwähnt[10]
- Pfarrer Johannes Ermilrich und ein Kaplan namens Martin Forst.
- Nach dem Tod Ermilrichs 1462 konnte sich zunächst der Kleriker „Jeronimus Hennecken“ durchsetzen und die Pfarre in seinen Besitz bringen. Im Ergebnis eines langjährigen Rechtsstreites vor der röm. Kurie erlangte 1466 Paul Steuermann (Sturmann) die Pfarre. Er ist noch 1469 hier als Pfarrer nachweisbar.[11]
- Pfarrer Hans Paul, erwähnt 1471
- Pfarrer Martin Dietrich, erwähnt 1494 und 1495
- Pfarrer Wigand von Salza 1496–1503, Bruder des Breslauer Bischofs Jakob von Salza, begraben 1525 in der Bartholomäuskirche, der Unterkirche der Breslauer Kreuzkirche mit heute noch vorhandenem Grabmal. Er war Kanonikus in Breslau und Glogau und ließ sich in Jauernick vertreten durch Johannes Preß bis 1500 und Andreas Nieringer bis 1503 ihnen wurde das Kaplansgehalt gezahlt, den Rest der Einnahmen floss in die Sanierung der damals abbruchreifen Kirche
- Pfarrer Andreas Nieringer, 1504–1516, 1516 erhielt er einen Kaplan namens Valentin Schickel
- Pfarrer Johann Zacharie, 1516–1539, entstammt der Familie Eschenloer, ist kaiserlicher Hoforganist bei Kaiser Ferdinant, ab 1512 Altarist in Görlitz, schloss sich der Reformation an und heiratete Anna Gäbler am 1. September 1539, die Katholiken ließen ihn nicht mehr nach Jauernick, bald darauf wurde er Prediger in der Altstadt Dresdens. Seine Kapläne waren Bartholomäus Alberti 1516–18, Ambros Bartsch 1518–21, Bartholomäus Schubart 1521–23, Michael Voit 1521–30, Gregor Hübner 1529–32
- Wolfgang Hulbeck, 1540–1562, Erzpriester und Probst des Klosters Lauban und Domherr in Bautzen, 1562 ging er als residierender Domherr nach Bautzen und verstarb am 12. Mai 1573
- Pfarrer Wolfgang Hempel, 1562–1573, war zuvor Geistlicher in Ostritz und starb am Karfreitag des Jahres 1573 und in Jauernick begraben, auch er war Erzpriester und Domherr von Bautzen
- Johannes Oelerus, 1573–1625, 1547 in Zeitz geboren, er wurde mit 25 Jahren Geistlicher, 1573 Domherr von Bautzen, dort starb er 1628
- Adam Balthasar, 1625–1628, war vorher Pfarrer in Pfaffendorf, ist in Bautzen als Domherr gestorben
- Georg Ludwig Schimelius, 1628–1648, er war seit 1624 Pfarrer in Königshain, ist als Domherr in Bautzen gestorben
- Johann Christoph Adolph, 1648–1655, wurde 1624 in Naumburg a. Q. geboren, wurde 1655 Pfarrer in Ostritz, 1670 in Zwickau (Böhmen), 1673  erneut in Ostritz, dort starb er am 16. April 1696
- Heinrich Ägidius Niesner, 1655–1701, in Kratzau in Böhmen geboren, besuchte die Schule in Ostritz, sein Vater war Lehrer, feierte 1655 in Marienthal Primiz und wurde wenige Wochen später in Jauernick eingeführt, er starb am 15. Juli 1701 und wurde in der Kirche begraben.
- Tobias Johannes Kern, 1701–1708, geboren ist er am 14. September 1661, war Pfarrer von Dubnetz und Petzkau (Böhmen), anschließend Apostolischer Protonotar
- Prälat Hauser
- Prälat Peter Canisius Birkner (bis Ende 2009)
- Rudolf Croner (OFM) (seit 1. Januar 2010)
- Kaplan  Silvester Ostfeld (OFM) (2010–2011)
- Kaplan Aleksander Pilat (OFM) (2011)
- Pfarrer Norbert Joklitschke (2012–2020)
- Pfarrer Roland Elsner (seit 2020)